# Huncherange
Huncherange (franska) (luxemburgiska: Hunchereng lyssna (fil), tyska: Hüncheringen) är en ort i kantonen Esch-sur-Alzette i södra Luxemburg. Den ligger i kommunen Bettembourg, cirka 11,5 kilometer sydväst om staden Luxemburg. Orten har 702 invånare (2022).